# Казълагач (дем Козлукебир)
Казълагач (на гръцки: Ραγάδα, Рогада) е село в Западна Тракия, Гърция. Селото е част от дем Козлукебир.

## География
Селото е разположено на 43 километра североизточно от Гюмюрджина.

## История
В 19 век Казълагач е село в Гюмюрджинска кааза на Одринския вилает на Османската империя. Според статистиката на професор Любомир Милетич в 1912 година в селото живеят помаци.